# Michael Reda
Michael Reda (Melbourne, 30 dicembre 1972) è un ex calciatore libanese, di ruolo centrocampista.

## Carriera
Ha giocato nella NSL con i Melbourne Knights.
Ha disputato con la Nazionale di calcio del Libano alcune partite internazionali, tra le quali alcune presenze nella Coppa d'Asia del 2000.